# Guy Chambers
Guy Antony Chambers (nascido em 12 de janeiro de 1963, em Londres) é um compositor e produtor musical inglês, conhecido por sua colaboração artística de longo prazo com Robbie Williams.

## Trabalho com Robbie Williams
Chambers colaborou, tanto como compositor como produtor, nos cinco primeiros álbuns de Robbie Williams. Todos eles alcançaram o número 1 no Reino Unido e conseguiram vendas globais de mais de 40 milhões de cópias. Chambers escreveu a maioria das canções mais conhecidas de Williams, incluindo "Rock DJ", "Feel", "Millenium", "Let Me Entertain You" e "Angels".

## Outras colaborações
Quando a gravação do quinto álbum de Williams, Escapology, terminou na mídia de 2002, Chambers e Williams se separaram. Após isso, ele trabalhou com artistas como INXS, que produziram e compuseram temas para seu disco Switch de 2005.
Chambers também escreveu os temas da banda londinense de pop rock Busted, junto com Steve Power e o bajista de Busted Matt Willis, "Fake" e "Better Than This", de seu segundo álbum chamado A Present For Everyone.
Em 2022, Chambers colaborou com o músico austríaco Trickster para escrever e produzir uma canção de Natal cheia de palavrões, refletindo as tensões e o estresse daquele ano, que se tornou viral.